# Arqueogastròpodes
Els arqueogastròpodes (Archaeogastropoda) són un antic ordre de mol·luscs gastròpodes que incloia els membres més primitius de la subclasse Prosobranchia; ambdós grups estan avui en desús donat que són parafilètics.
En aquest ordre hi havia formes molt comunes dels litorals rocosos i especialment de la zona de rompents. L'ordre Archaeogastropoda era un dels ordres en les classificacions tradicionals dels Prosobranchia, junt a Mesogastropoda i Neogastropoda.

## Taxonomia
- Superfamília Pleurotomariacea
  - Família Pleurotomariidae
  - Família Haliotidae
  - Família Scissurellidae
- Superfamília Fissurellacea
  - Família Fissurellidae
- Superfamília Patellacea
  - Família Patellidae
  - Família Acmaeidae
  - Família Lepetidae
- Superfamília Trochacea
  - Família Calliostomatidae
  - Família Trochidae
  - Família Stomatellidae
  - Família Cyclostrematidae
  - Família Turbinidae
  - Família Phasianellidae
- Superfamília Neritacea
  - Família Neritidae
  - Família Helicinidae
  - Família Hydrocenidae